# Трав'янка білохвоста
Трав'я́нка білохвоста (Saxicola leucurus) — вид горобцеподібних птахів родини мухоловкових (Muscicapidae). Мешкає в Південній Азії.

## Опис

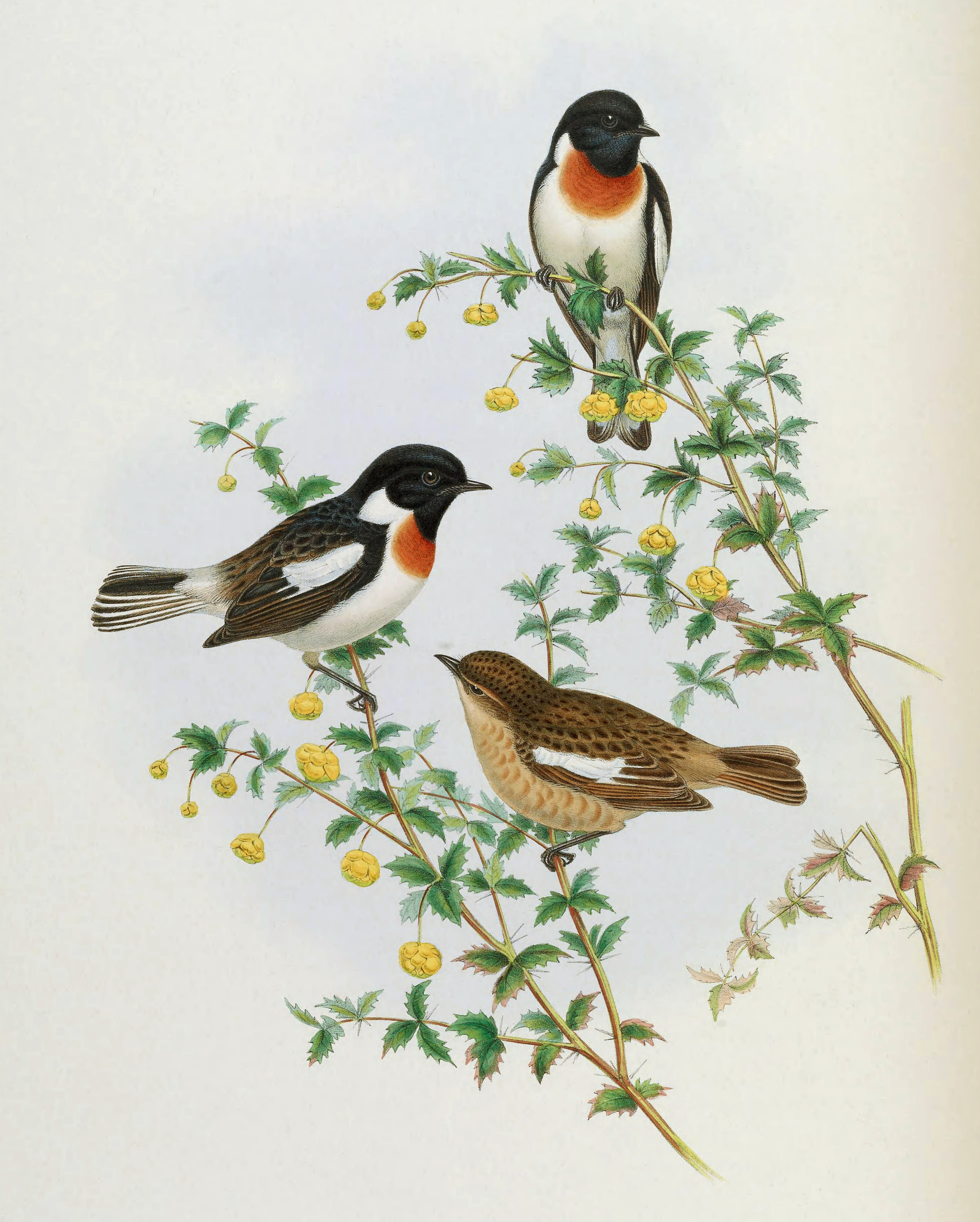
Білохвості трав'янки

Довжина птаха становить 14 см. Забарвлення є подібним до забарвлення європейських трав'янок: у самців голова, на шиї у них білий «комір». на грудях яскраво-руда пляма. Спина і крила темні, покривні пера крил і надхвістя білі. Самці білохвостих трав'янок відрізняються від самців європейських трав'янок білими внутрішніми опахалами крайніх стернових пер, помітними, коли птах розкриває хвіст в польоті або при приземленні, однак малопомітними, коли хвіст згорнутий. Самиці білохвостих трав'янок є дуже схожими на самиць європейських трав'янок, однак є дещо блідішими, надхвістя. хвіст і крила у них менш яскраві.

## Поширення і екологія
Білохвості трав'янки мешкають в Пакистані в долині Інду, в передгір'ях Гімалаїв в Індії, південному Непалі і Бангладеш та в М'янмі. Вони живуть на вологих луках, зокрема на заплавних, і в заболочених місцевостях, порослих високою травою, очеретом і тамариксом. Живляться комахами.